# Teatro Madrid
El Teatro de Madrid va ser un teatre situat al costat del Centro Comercial La Vaguada al Barri del Pilar de Madrid, amb una programació especialitzada en les arts escèniques musicals com sarsuela, òpera i principalment dansa. Es va inaugurar en 1992, sent Madrid Capital Europea de la Cultura, i es va tancar en 2011 en acabar la concessió de l'ajuntament a Artibus, l'empresa privada que el gestionava.